# Renske Leijten
Renske Leijten (Leiden, 17 de marzo de 1979) es una política neerlandesa que actualmente ocupa un escaño en la Segunda Cámara de los Estados Generales para el período legislativo 2012-2017 por el Partido Socialista. Desde el 30 de noviembre de 2006 es miembro del Parlamento; el 15 de junio de 2010 Leijten fue reelegida con 41 115 votos de preferencias, saliendo segunda detrás del líder del partido Emile Roemer.

## Biografía
Leijten vive en Haarlem y estudió lengua y la cultura holandesa en la Universidad de Groningen; aunque su plan era graduarse durante las vacaciones de la Navidad 2006-2007 con una tesis sobre crítica literaria feminista, nunca finalizó sus estudios. Ha señalado que su inspiración para involucrarse en la política es la periodista italiana Oriana Fallaci.
Fue presidente de la organización juvenil socialista ROOD desde 2005 a 2007, de la que fue previamente parte de su junta general por dos años. Participó activamente en dicho ente durante sus años de estudiante en Groningen; también fue asistente personal del presidente del Partido Socialista Ene Marijnissen y miembro de la junta directiva de la agrupación.
El 15 de enero de 2021 el Gobierno de coalición, liderado por Rutte, dimitió en bloque a raíz de un escándalo por los errores cometidos en la retirada de ayudas públicas a 26 000 familias y las acusaciones de xenofobia en los criterios aplicados.
Leijten ha valorado el trabajo de la abogada española Eva González Pérez en el caso promovido contra la administración neerlandesa desde el año 2014 reivindicando que "esta mujer merece una estatua, nombres de calles y de plazas". Leijten ha puesto de relieve la valentía y perseverancia de Eva González Pérez ante las trabas de la agencia tributaria de Países Bajos a la hora de reconocer sus errores en la gestión de las ayudas para cuidados de niños a 26000 inmigrantes. Como consecuencia de los errores cometidos el Gobierno neerlandés de Mark Rutte presentó la dimisión en bloque ante el rey Guillermo Alejandro el 15 de enero de 2021.